# Stazione di Nibbia
La stazione di Nibbia è una fermata ferroviaria della linea Biella-Novara posta nel comune di San Pietro Mosezzo, a servizio dell'omonima frazione.

## Storia

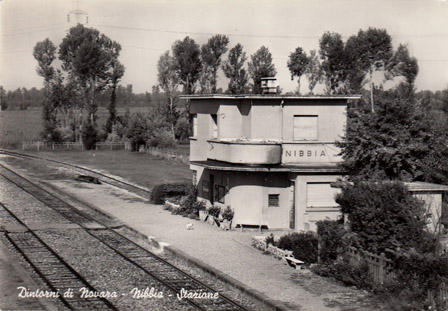
La stazione in una cartolina d'epoca

Realizzato come stazione e dotato dunque di binario d'incrocio fino a qualche anno fa, l'impianto fu inaugurato assieme al resto della linea il 18 maggio 1939, diventando tuttavia operativo solo dal 20 luglio 1940 a causa della necessità di completare alcuni impianti e dell'assenza del materiale rotabile. La stazione disponeva anche di uno scalo merci dotato di un binario tronco, che sorgeva in direzione Biella, raccordato al primo binario.
Il 21 gennaio 1961, in anticipo rispetto alla naturale scadenza della concessione alla Società Ferrovia Biella Novara (SFBN) che aveva fino ad allora esercito la linea, la stessa venne incorporata nella rete statale e l'esercizio degli impianti fu assunto dalle Ferrovie dello Stato.
Il programma di profondo rinnovamento avviato nel 1991, che richiese la chiusura della linea per molti mesi, comportò la trasformazione in fermata, rimanendo in opera il solo binario di corsa. La riapertura all'esercizio avvenne il 19 giugno dell'anno successivo.
Dal 2000 la gestione dell'intera linea, e con essa quella della fermata di Nibbia, passò in carico a Rete Ferroviaria Italiana, la quale ai fini commerciali classifica l'impianto nella categoria "Bronze". Assieme a Sillavengo è la stazione più piccola della Biella-Novara.

## Strutture ed impianti
La fermata, dotata del solo binario di corsa, dispone di un fabbricato viaggiatori in stile razionalista su due piani.

## Movimento
La fermata è servita da treni regionali feriali svolti da Trenitalia nell'ambito del contratto di servizio stipulato con la Regione Piemonte.